# Cartwright (Oklahoma)
Cartwright es un lugar designado por el censo (en inglés, census-designated place, CDP) ubicado en el condado de Bryan, Oklahoma, Estados Unidos. Según el censo de 2020, tiene una población de 492 habitantes.

## Geografía
La localidad está ubicada en las coordenadas 33°51′19″N 96°33′25″O / 33.85528, -96.55694 (33.85539, -96.556978). Según la Oficina del Censo de los Estados Unidos, Cartwright tiene una superficie total de 6.16 km², de la cual 6.14 km² corresponden a tierra firme y 0.02 km² son agua.